# Marie Sasse

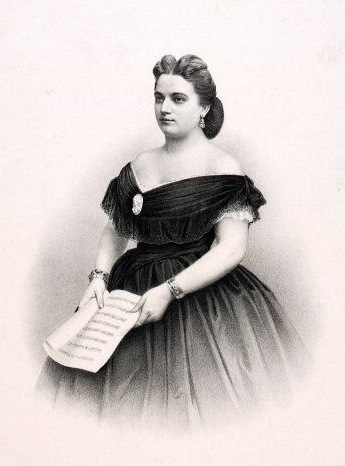
Marie Sasse omstreeks 1860

Maria Constantia (Marie) Sasse (ook bekend onder haar artiestennamen Marie Sax, Marie Saxe en Marie Sass) (Gent, 26 januari 1837 - Parijs, 8 november 1907) was een Belgisch-Franse operazangeres. Vanaf 1860 was ze een van de leidende sopranen aan de Opéra de Paris. Zij creëerde in Parijs rollen in wereldpremières van opera's van Verdi, van Meyerbeer, van Gounod en van Ambroise Thomas en in de Parijse première van Tannhäuser van Wagner. Verder zong ze nog in wereldpremières in opera's van Ernest Reyer in Baden-Baden en van Antônio Carlos Gomes in Milaan.

## Carrière

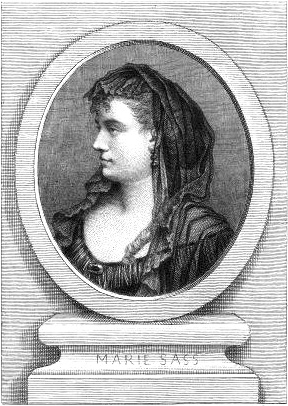
Marie Sasse na 1866

### Afkomst en opleiding
Marie Sasse werd te Gent geboren als de natuurlijke dochter van de uit Oudenaarde afkomstige naaister Rosalie Claus. Deze trouwde een jaar nadien met de legermuzikant Charles Sasse die haar erkende als zijn dochter. Al op jonge leeftijd begon ze, onder impuls van haar vader, te zingen. Haar eerste optreden vond plaats in haar toenmalige woonplaats Charleroi, waar haar vader gekazerneerd was. Ze zong er op 13-jarige leeftijd de aria Salut à la France uit La fille du régiment van Gaetano Donizetti.
Na de plotse dood van haar vader keerde Sasse met haar moeder terug naar haar geboorteplaats Gent. Ze begon zangles te volgen aan het Conservatorium van Gent waar ze les kreeg van de tenor Albert Dommange. Omdat haar moeder haar zanglessen niet meer kon betalen, ging Sasse noodgedwongen optreden in Brussel, waar ze optrad in de betere cafés en in de casinozaal van de Koninklijke Sint-Hubertusgalerijen.

### Parijs
Eens voldoende geld vergaard, trok ze naar Parijs waar ze in het circuit van de caféconcerten terechtkwam. Ze begon omstreeks 1859 zangles te volgen bij de Franse sopraan Delphine Ugalde, die haar had opgemerkt tijdens een van haar concerten. Ugalde contacteerde Léon Carvalho, de directeur van het Théâtre-Lyrique, die haar een kans gaf. In september 1859 maakte Sasse, die de artiestennaam Marie Sax had aangenomen, haar debuut in het Théâtre-Lyrique in Figaro's bruiloft van Mozart waarin ze de rol van gravin Almaviva vertolkte. Vervolgens speelde ze de rol van Eurydice in de Franse bewerking door Hector Berlioz van Orfeo ed Euridice van Christoph Willibald Gluck. Op 18 februari 1860 creëerde ze de rol van de bacchante in de wereldpremière van Philémon et Baucis van Charles Gounod.
Ondanks het feit dat de opera minder goed werd onthaald, viel het optreden van Sax wel in goede aarde en zij mocht auditie doen voor de Opéra de Paris. In de Opéra debuteerde ze in de rol van Alice in Robert le diable van Giacomo Meyerbeer. De Parijse muziekpers was lovend en noemde haar een nieuwe ster aan het firmament van de Opéra. Op 18 maart 1861 creëerde ze de rol van Elisabeth in de Parijse première van Tannhäuser van Richard Wagner die plaatsvond in Salle Le Peletier. Het was Wagner zelf die haar geselecteerd had om de rol van Elisabeth te spelen. Nadien speelde ze nog de rollen van Léonore in de Franse bewerking van Il trovatore van Verdi en van Rachel in La Juive van Jacques Fromental Halévy, bewerkt door Meyerbeer. Haar contract aan de Opéra werd verlengd en ze combineerde dit met gastoptredens, onder andere in 1862 in de Koninklijke Muntschouwburg te Brussel en in Baden-Baden waar ze zong in de wereldpremière van Erostrate van Ernest Reyer.

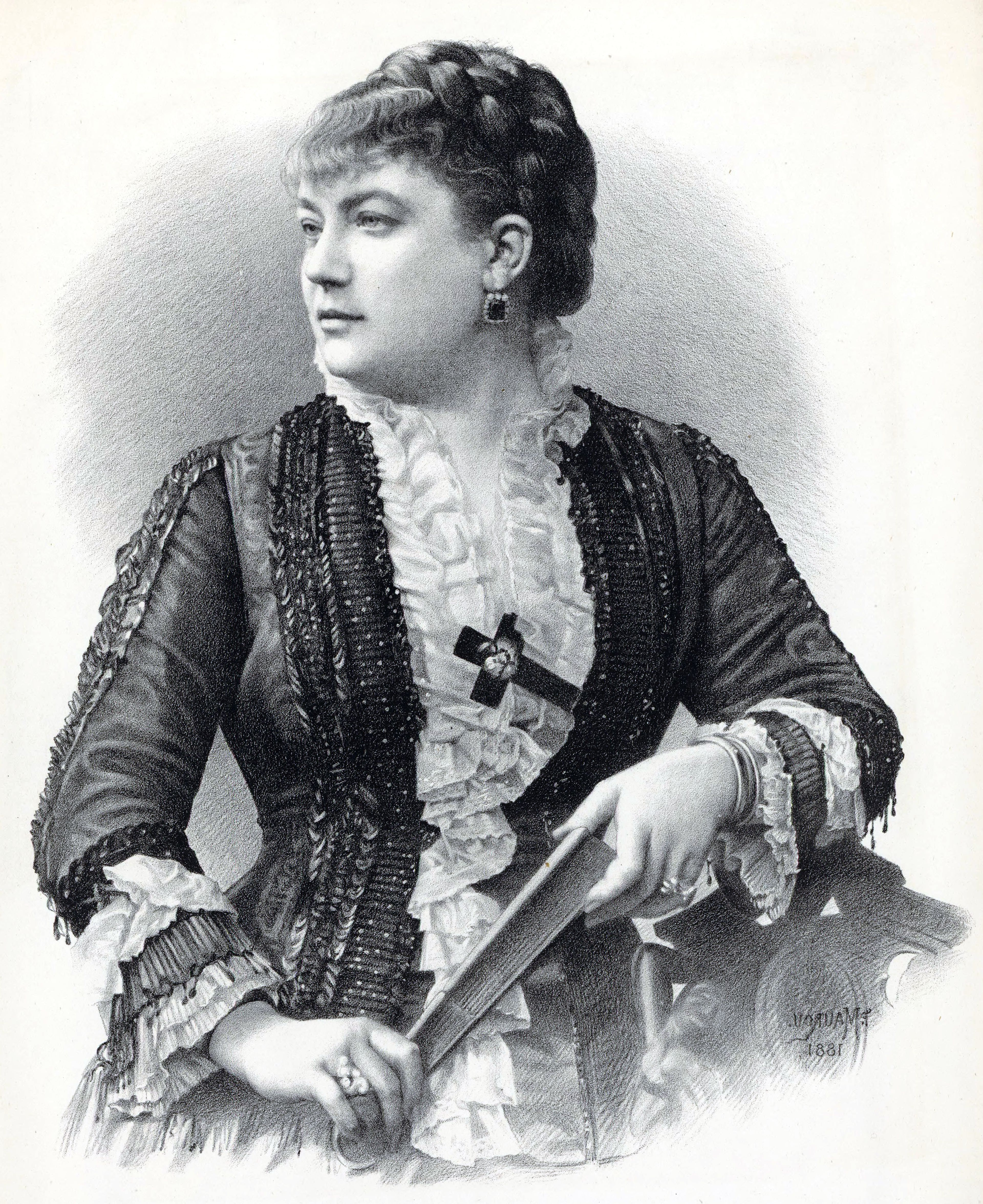
Marie Sasse in 1881

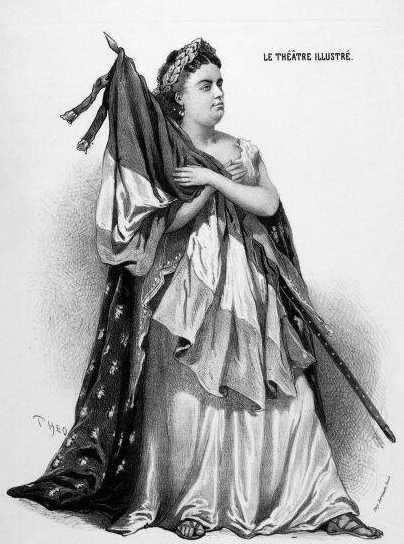
Marie Sasse zingt de Marseillaise in 1869

In 1863 huwde ze met de Franse bas Armand Castelmary. Door haar huwelijk had ze de Franse nationaliteit verkregen. Op 25 april 1865 zong ze samen met haar echtgenoot in de wereldpremière van L'Africaine van Meyerbeer, die inmiddels overleden was. Hij had Sax vlak voor zijn dood aangeduid om de rol van Sélika te vertolken in de door François-Joseph Fétis voorbereide opera. Haar optreden was een groot succes en bracht haar roem. In 1865 spande Adolphe Sax een rechtszaak aan om haar te verbieden nog de naam "Sax" aan te nemen. Sasse nam de naam Marie Saxe aan, de naam waarmee ze L'Africaine zong. Adolphe Sax, was hiermee niet tevreden, won in 1866 de rechtszaak en Sasse nam sindsdien de naam Marie Sass aan. Zij zong op 11 maart 1867 in de wereldpremière van Don Carlos van Verdi waarin ze de rol van Elisabeth creëerde, een rol die Verdi speciaal voor haar gecomponeerd had. Ze begon zich steeds eigenzinniger te gedragen en had een openlijk conflict met Pauline Guéymard-Lauters, die de rol van Eboli op haar nam.
In 1868 creëerde ze de rol van Ophélie in Hamlet van Ambroise Thomas en speelde ze de rol van Valentine in Les Huguenots van Meyerbeer.

### Milaan en Caïro
Vanaf 1868 begon Sass steeds meer optredens buiten de Opéra te geven, onder meer in het Théâtre royal français te Antwerpen en de Koninklijke Muntschouwburg van Brussel. Eind 1869 speelde ze eveneens in de Italiaanse versie van Les Huguenots van Meyerbeer in het Teatro alla Scala van Milaan. Op 19 maart 1870 creëerde ze in Milaan de rol van Cecilia in Il Guarany van Antônio Carlos Gomes.
In de aanloop naar de Frans-Duitse Oorlog, die begon in juli 1870, zong ze vol overtuiging La Marseillaise tijdens de uitvoering van De Stomme van Portici van Daniel Auber. Tijdens het Beleg van Parijs zong ze in Sint-Petersburg en was ze verbonden aan de Kedivische Opera van Caïro dat enkele jaren eerder was opengegaan. Ze vertolkte er rollen in opera's van Gounod en Verdi. Sass begon zich steeds eigenzinniger te gedragen waardoor Verdi haar de oorspronkelijk toegezegde rol van Amneris in Aida, waarvan de wereldpremière in 1871 in Caïro plaatsvond, zou ontzeggen. Na een ruzie met dirigent Giovanni Bottesini keerde ze in 1872 terug naar Parijs.

### Einde van haar carrière
Sasse ging aan de slag aan het Théâtre-Italien maar stapte ook hier na korte tijd op na een dispuut. Daarna was ze nog actief in Madrid, Lissabon en Barcelona maar het hoogtepunt van haar carrière lag dan al een tijdje achter haar. Ze kampte met chronische stemproblemen waardoor ze omstreeks 1880 haar zangcarrière afsloot. Ze richtte in 1882 een zangschool op in Parijs en gaf er les aan onder anderen Minnie Tracey en Rose Caron die in 1883 in de Brusselse Muntschouwburg zou debuteren.
In 1902 publiceerde ze haar memoires in Souvenirs d'une artiste. Zij stierf op 70-jarige leeftijd in het Hospice Sainte-Périne in de Parijse buitenwijk Auteuil en werd begraven op de  begraafplaats Père-Lachaise. In 1997 werd in België een postzegel van 17 frank met haar afbeelding uitgebracht.